# I. e. 335
Évszázadok: i. e. 5. század – i. e. 4. század – i. e. 3. század
Évtizedek: i. e. 380-as évek – i. e. 370-es évek – i. e. 360-as évek – i. e. 350-es évek – i. e. 340-es évek – i. e. 330-as évek – i. e. 320-as évek – i. e. 310-es évek – i. e. 300-as évek – i. e. 290-es évek – i. e. 280-as évek
Évek: i. e. 340 – i. e. 339 – i. e. 338 – i. e. 337 –  i. e. 336 – i. e. 335 – i. e. 334 – i. e. 333 – i. e. 332 – i. e. 331 – i. e. 330

## Események

### Görögország
- Nagy Sándor Delphoi érintésével (ahol a jósnő legyőzhetetlennek mondja) visszatér Makedóniába, majd Trákiába vonul, hogy ázsiai hadjárata előtt biztosítsa északi határait. Átkel a Sipka-szoroson, legyőzi a triballikat, majd a Dunán átkelve a gétákat is. Nyugatra fordulva szétszórja a Makedóniába betörő illírek szövetségét.
- Miután híre megy, hogy Nagy Sándort megölték az illírek, Thébai és Athén ismét fellázad. Nagy Sándor leveri a felkelést és Thébait lerombolja, 6 ezer lakóját megöleti, a többieket eladják rabszolgának.
- Demadész hatására Athén jóval enyhébb feltételeket kap. A makedónpárti Phókión vezette athéni küldöttségnek sikerül rávennie Nagy Sándort, hogy ne követelje a makedónellenes Démoszthenész kiadatását.

### Róma
- A folytatódó auson háború miatt a legelismertebb hadvezért, Marcus Valerius Corvust, valamint Marcus Atilius Regulus Calenust választják meg consulnak. Corvus meglepetésszerűen elfoglalja az ausonok fővárosát, Calest, ahol római coloniát alapítanak. Az új consulválasztás lebonyolítására dictatorrá nevezik ki Lucius Aemilius Mamertius Privernast.[1]

## Kultúra
- Arisztotelész Makedóniából visszatér Athénba és megalapítja iskoláját, a Lükeiont, amely természettudományos gyűjteményt, állatkertet és könyvtárat is tartalmaz.
- A neves athéni szobrász, Praxitelész befejezi pályafutását (hozzávetőleges időpont).

## Születések
- Hérophilosz, görög orvos és anatómus

## Halálozások
- Eubulosz, athéni államférfi

## Fordítás
- Ez a szócikk részben vagy egészben  a(z)   335 BC című angol Wikipédia-szócikk ezen változatának fordításán alapul.  Az eredeti cikk szerkesztőit annak laptörténete sorolja fel. Ez a jelzés csupán a megfogalmazás eredetét és a szerzői jogokat jelzi, nem szolgál a cikkben szereplő információk forrásmegjelöléseként.